# Crescenzio Sepe
Crescenzio Sepe, italijanski rimskokatoliški duhovnik, škof in kardinal, * 2. junij 1943, Carinaro.

## Življenjepis
12. marca 1967 je prejel duhovniško posvečenje.
2. aprila 1992 je bil imenovan za naslovnega nadškofa Graduma in za tajnika Kongregacije za kler; 26. aprila istega leta je prejel škofovsko posvečenje.
21. februarja 2001 je bil povzdignjen v kardinala in imenovan za kardinal-diakona Dio Padre misericordioso; na slednji položaj je bil ustoličen 16. novembra 2003.
9. aprila 2001 je postal prefekt Kongregacije za evangelizacijo ljudstev; 2. aprila 2005 je bil suspendiran in 21. aprila istega leta ponovno potrjen za prefekta.
20. maja 2006 je bil imenovan za nadškofa Neaplja in 1. julija istega leta je bil ustoličen.